# Tachina grossa
Tachina grossa är en tvåvingeart som först beskrevs av Carl von Linné 1758. Tachina grossa ingår i släktet Tachina och familjen parasitflugor. Arten är reproducerande i Sverige.

## Bildgalleri

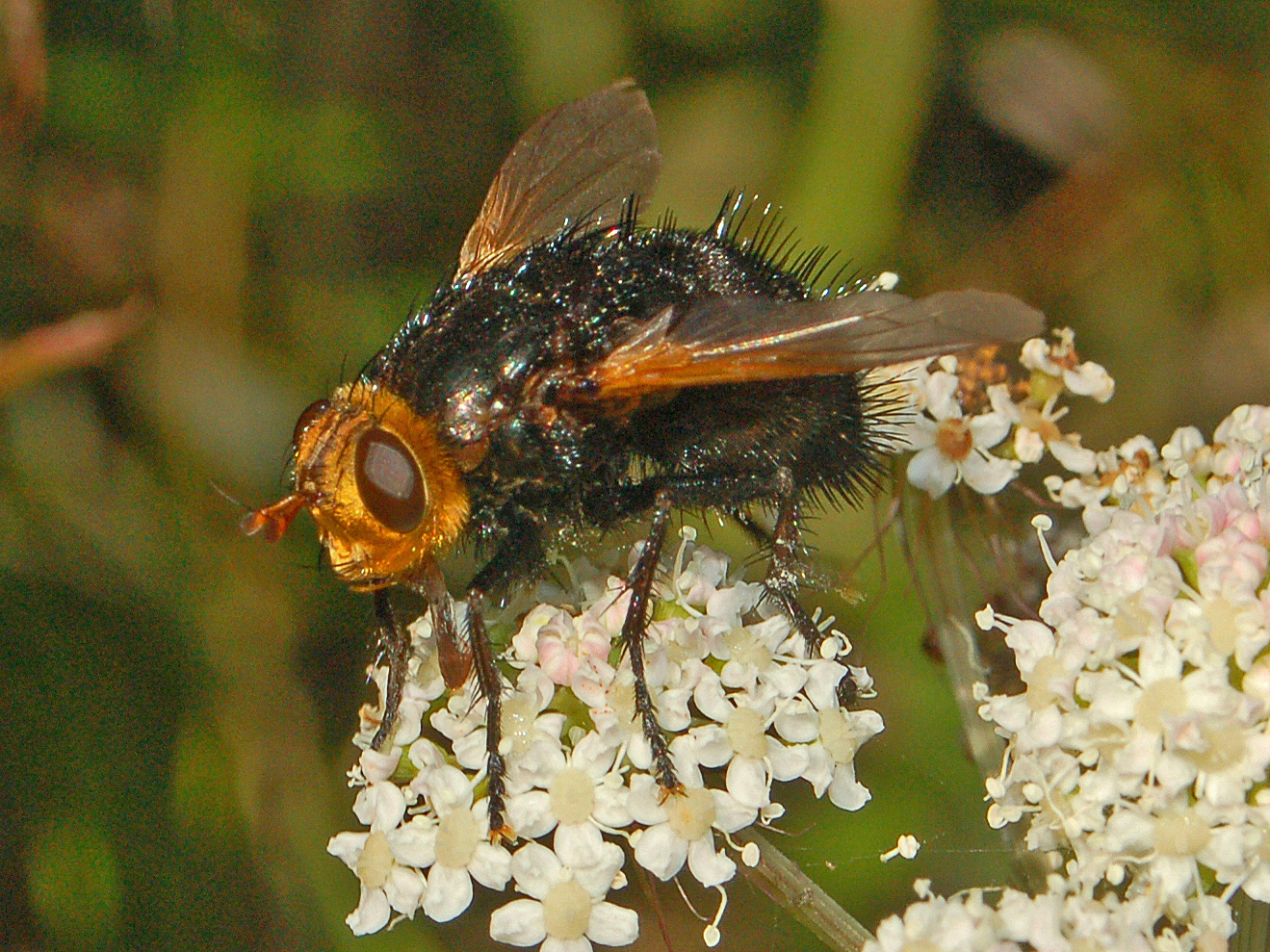
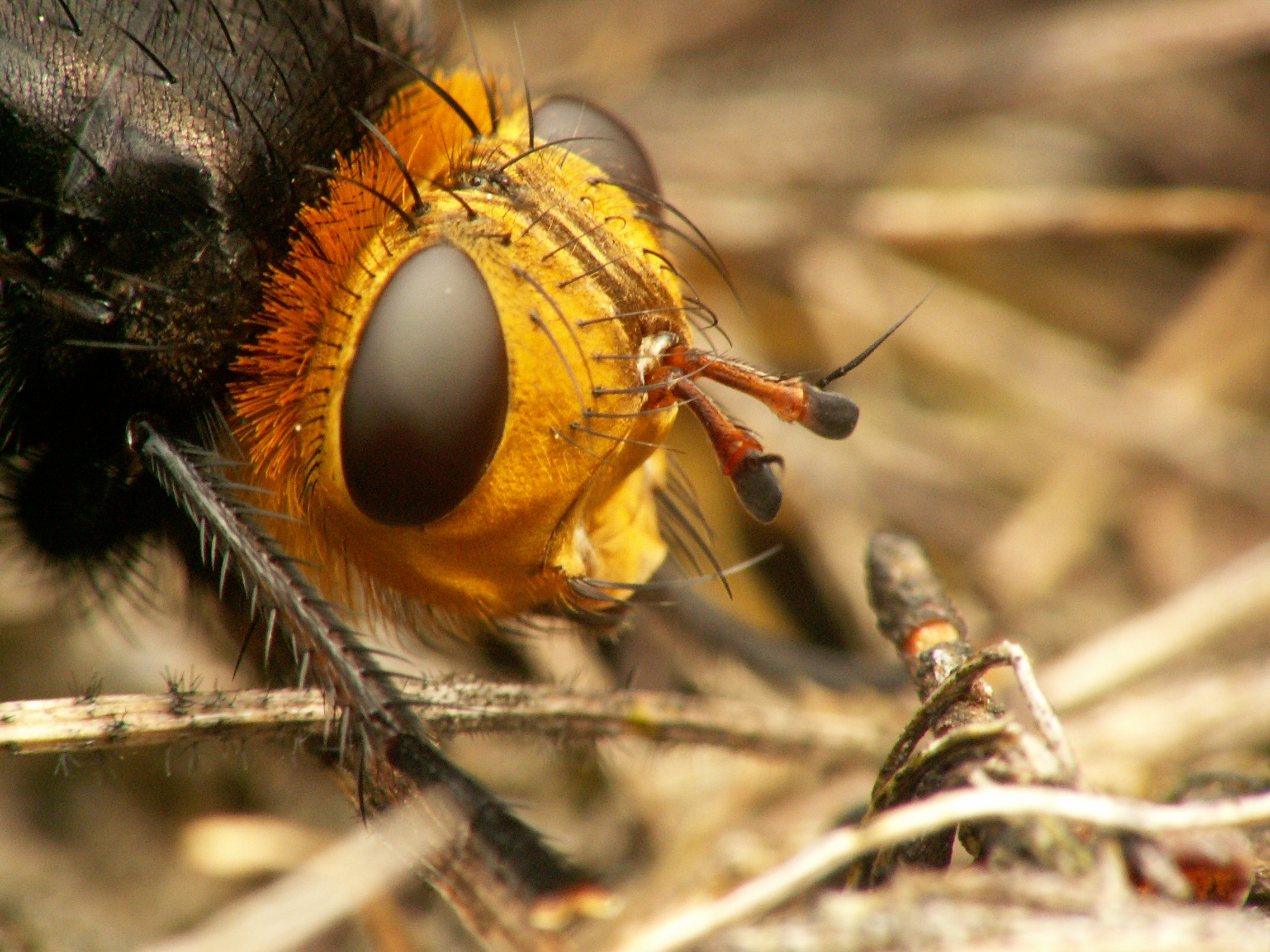